# Taylor Fritz
Taylor Fritz (Rancho Santa Fe, 28 ottobre 1997) è un tennista statunitense.
In singolare ha vinto dieci titoli del circuito maggiore, tra cui il Masters 1000 di Indian Wells 2022; il suo miglior ranking ATP è stata la 4ª posizione raggiunta nel novembre 2024. Nelle prove del Grande Slam ha disputato la finale degli US Open 2024. In doppio ha giocato quattro finali ATP e vinto la medaglia di bronzo alle Olimpiadi di Parigi 2024. 

## Biografia
Il padre Guy Fritz è un allenatore di tennis e la madre Kathy May è un'ex tennista che ha raggiunto la top 10 nel ranking del circuito maggiore. Ha imparato a giocare a tennis a due anni dai genitori e i suoi idoli sono stati Juan Martín del Potro e Pete Sampras. Crescendo ha praticato molti sport prima di dedicarsi esclusivamente al tennis dopo una visita al centro di allenamento dell'USTA di Boca Raton in Florida, dove notò come fra gli altri suoi coetanei Reilly Opelka e Tommy Paul fossero molto più preparati, specialmente sulla terra dove non aveva quasi esperienza di gioco, stimolandolo a migliorare il suo tennis.
Fritz ha due fratellastri da parte della madre, Chris e Kyle. Suo zio, Harry Fritz, era anche un giocatore di tennis professionista.
Fritz è cresciuto con i suoi fratellastri a Rancho Santa Fe in California. Ha frequentato la Torrey Pines High School dove al suo primo anno ha vinto il singolare maschile della sezione di San Diego della Federazione Interscolastica della California. Al suo secondo anno, si spostò ad una scuola online per poter giocare a tempo pieno a tennis professionistico.

## Carriera

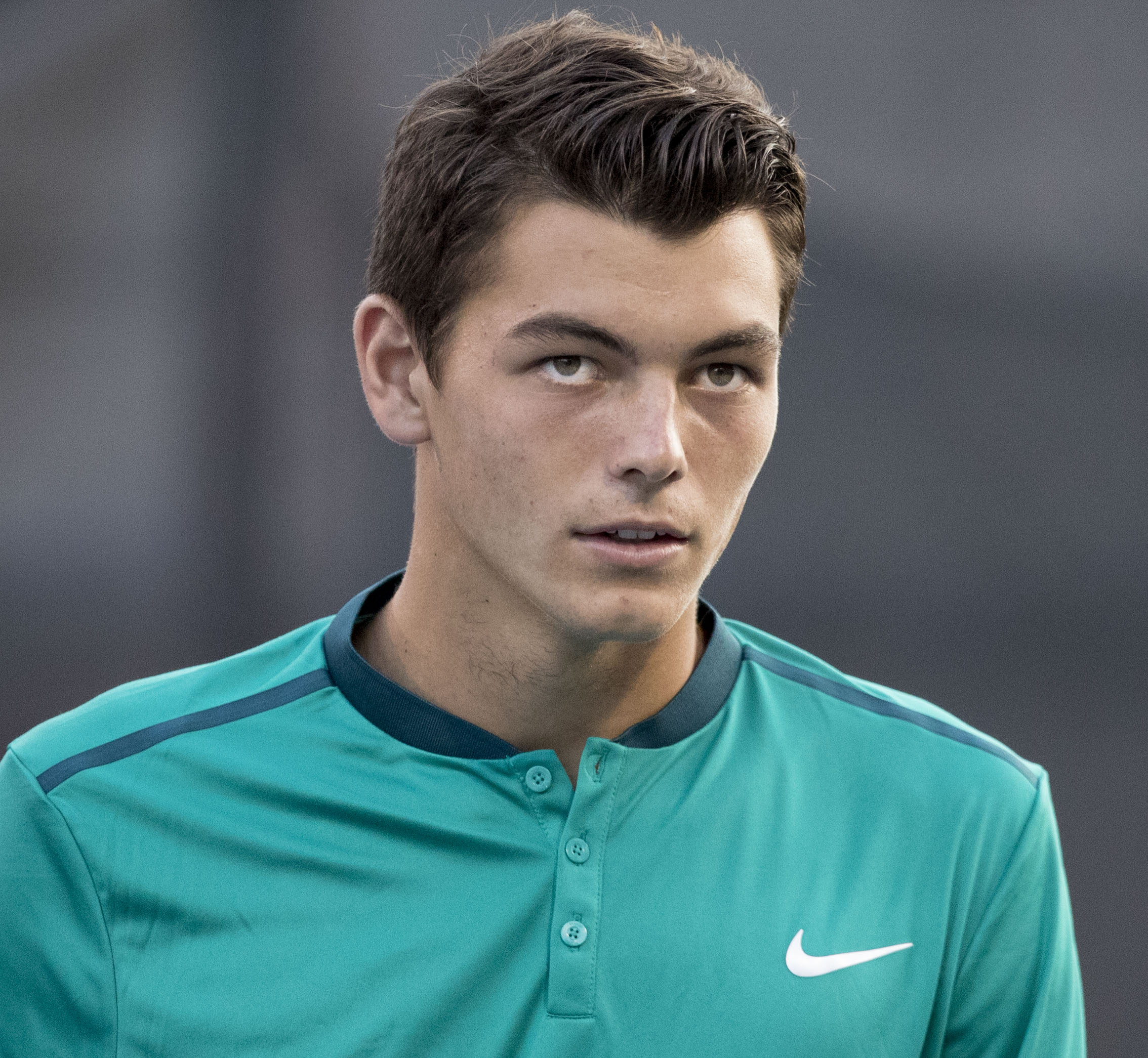
Taylor Fritz nel 2016

### Juniores: US Open 2015, n°1 del ranking
È stato uno dei tennisti più promettenti della sua generazione già tra gli juniores, avendo concluso il 2015 al primo posto del ranking mondiale di categoria dopo aver vinto il singolare juniores agli US Open ed essere giunto in finale nel singolare juniores al Roland Garros.

### 2015-2018: esordi nel professionismo, prima finale ATP in singolare e in doppio e primi titoli Challenger
Debutta nel circuito maggiore al torneo di Nottingham superando il primo turno contro Pablo Carreño Busta, prima di essere sconfitto in due set da Feliciano López.
Nel mese di ottobre dello stesso anno si impone in due tornei Challenger consecutivi, a Sacramento e a Fairfield, diventando il primo giocatore al mondo a compiere questa impresa prima di compiere i 18 anni di età. L'exploit gli consente di chiudere la stagione 2015 al 174º posto della classifica ATP.
Inaugura la stagione 2016 con il successo nel torneo Challenger di Happy Valley. Nel torneo ATP di Memphis, al quale partecipa con una wild card, raggiunge la sua prima finale ATP in cui si arrende a Kei Nishikori, testa di serie nº 1. Chiude la stagione 2016 al 76º posto del ranking mondiale e riceve dai colleghi il premio ATP per l'esordiente dell'anno.
Nel 2017 raggiunge i sedicesimi di finale al Masters 1000 di Indian Wells dopo aver sconfitto al secondo turno Marin Čilić, nº 7 del mondo, primo top 10 da lui battuto in carriera. Nel resto della stagione non va oltre i quarti di finale ATP, raggiunti nei tornei di Los Cabos, Winston- Salem e Chengdu. Termina la stagione alla posizione nº 104 del ranking mondiale.
La stagione 2018 lo vede raggiungere la prima finale ATP in doppio al Los Cabos Open, con Thanasi Kokkinakis in cui vengono sconfitti in due set da Marcelo Arévalo / Miguel Ángel Reyes Varela. In singolare si spinge fino alle semifinali nei tornei di Houston e Chengdu e viene sconfitto rispettivamente da Steve Johnson e Fabio Fognini. In classifica mondiale chiude l'anno alla posizione nº 49.

### 2019: primo titolo ATP e top 30
Giunge ai quarti di finale al torneo di Auckland, dove al secondo turno supera in due tie-break John Isner, nº 10 del mondo, secondo top 10 da lui sconfitto in carriera, prima di arrendersi in due set alla wild card Cameron Norrie. Agli Australian Open viene sconfitto al terzo turno da Roger Federer, dopo aver battuto Norrie e Gaël Monfils.
Al torneo di Lione approda per la quarta volta a una semifinale del circuito maggiore dove viene eliminato da Benoît Paire,  A giugno, sull'erba di Eastbourne, vince il suo primo titolo ATP, grazie al successo in finale sul connazionale Sam Querrey, che sconfigge col punteggio di 6–3, 6–4. I 250 punti conquistati lo fanno salire al 31º posto della graduatoria mondiale.
Dopo l'eliminazione al secondo turno di Wimbledon per mano di Jan-Lennard Struff, raggiunge due finali ATP consecutive nei tornei di Atlanta, sconfitto da Alex de Minaur, e di Los Cabos, battuto ancora in due set da Diego Schwartzman. Esce poi al primo turno agli US Open per mano di Feliciano López. Torna alla vittoria, dopo cinque sconfitte consecutive, a Shanghai con il successo su Verdasco, ma viene eliminato al secondo turno da Khachanov. A Basilea sconfigge il nº 6 del mondo Alexander Zverev per poi essere battuto al secondo turno da de Minaur; nel doppio in coppia con Reilly Opelka raggiunge la finale in cui vengono sconfitti per 7–5, 6–3 da Jean-Julien Rojer e Horia Tecău.

### 2020: prima finale ATP 500
Eliminato al primo turno ad Adelaide all'esordio stagionale, agli Australian Open esce di nuovo al terzo turno, per mano del nº 4 del ranking Dominic Thiem – futuro finalista del torneo – dopo aver sconfitto Tallon Griekspoor e Kevin Anderson.
Il Challenger di Newport Beach, di cui aveva vinto le ultime due edizioni, lo vede sconfitto al terzo turno da Mitchell Krueger, mentre viene eliminato al turno d'esordio a Delray Beach. Ad Acapulco raggiunge la sua prima finale in un ATP 500, eliminando in sequenza Millman, Humbert, Edmund e Isner. Nell'incontro per il titolo viene sconfitto dal nº 2 del mondo Rafael Nadal col punteggio di 6–3, 6–2. Grazie a questi risultati sale alla 24ª posizione mondiale.

### 2021: una finale ATP e 23º nel ranking
Nel 2021 conquista due terzi turni nei tornei dello Slam agli Australian Open (eliminato da Novak Djokovic in cinque set) e a Wimbledon (eliminato in quattro set da Zverev) a cui partecipa rientrando tre settimane prima dopo un intervento chirurgico al ginocchio. Conquista l'unica finale della stagione nell'ATP 250 di San Pietroburgo dove viene sconfitto in tre set da Marin Čilić. Raggiunge la semifinale al Masters 1000 di Indian Wells e conclude l'anno con il nuovo best ranking alla 23ª posizione.

### 2022: titoli a Indian Wells e altri due tornei ATP, top 10, semifinale alle ATP Finals

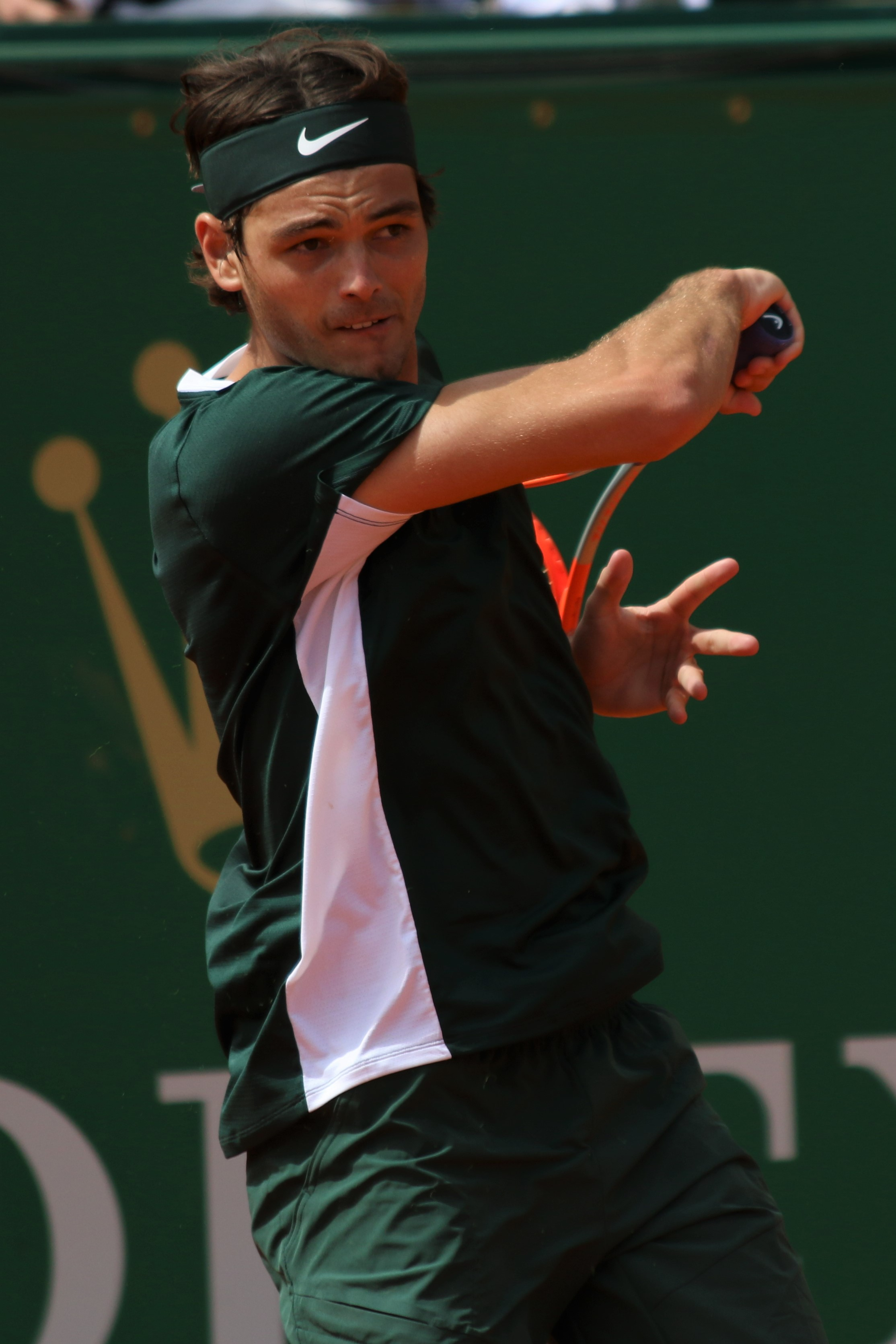
Taylor Fritz nel 2022

Raggiunge per la prima volta il quarto turno in uno Slam agli Australian Open e a fine torneo porta il best ranking alla 20ª posizione. A marzo vince il primo Masters 1000 in carriera al torneo di Indian Wells, dopo il successo in semifinale sul nº 7 del mondo Andrej Rublëv, battendo in finale l'ex numero uno Rafael Nadal per 6–3, 7–6 interrompendo la serie di 20 vittorie consecutive del maiorchino, e riportando la vittoria di uno statunitense nell'albo, 21 anni dopo quella di Andre Agassi. Raggiunge inoltre il best ranking alla 13ª posizione mondiale. Di rilievo nel periodo successivo i primi quarti di finale disputati in un Masters 1000 sulla terra battuta di Monte-Carlo. A giugno rivince dopo l'edizione 2019, l'ATP 250 sull'erba di Eastbourne battendo in finale Maxime Cressy. Si spinge per la prima volta fino ai quarti anche in una prova del Grande Slam a Wimbledon, dove cede al tie-break del set decisivo a Nadal.
Torna a battere Rublëv al Cincinnati Open, ma esce ai quarti per mano di Daniil Medvedev. Dopo la sorprendente eliminazione al primo turno agli US Open, vince solo uno dei tre singolari disputati nella fase a gruppi delle Finals di Coppa Davis, ma gli Stati Uniti accedono comunque ai quarti di finale. Si riscatta a ottobre vincendo l'ATP 500 di Tokyo con il successo in finale su Frances Tiafoe dopo due tie-break; con questo risultato entra per la prima volta nella top 10, all'8ª posizione, e si qualifica alle ATP Finals. Qui supera il round-robin con le vittorie sul nº 2 del mondo Nadal e Félix Auger-Aliassime, ma in semifinale cede a Novak Djokovic dopo due tie-break. All'ultimo impegno stagionale supera Lorenzo Musetti nei quarti di finale di Coppa Davis, guadagnando l'unico punto statunitense nella sfida contro l'Italia, che si impone per 2-1, eliminando gli Stati Uniti.

### 2023: due titoli ATP, trionfo alla United Cup e 5º nel ranking
Inizia il 2023 da protagonista alla prima edizione della United Cup. Nella fase a gruppi vince tutti gli incontri disputati, due in doppio misto e due in singolare, tra cui quello contro Alexander Zverev. Nella fase a eliminazione diretta subisce l'unica sconfitta nel torneo contro Norrie, vincendo gli incontri di doppio misto e di singolare contro il Regno Unito e la Polonia, compresa la vittoria su Hurkacz. In finale ha la meglio su Matteo Berrettini e gli Stati Uniti si aggiudicano il trofeo battendo l'Italia 4-0. Eliminato al secondo turno agli Australian Open, la semifinale raggiunta al Dallas Open gli vale il nuovo miglior ranking alla 7ª posizione. Sale alla 5ª dopo il trionfo in finale al successivo Delray Beach Open su Miomir Kecmanović. Conferma il buon momento spingendosi fino alla semifinale dell'ATP 500 di Acapulco, mentre viene eliminato nei quarti nei Masters 1000 di Indian Wells da Jannik Sinner e di Miami da Carlos Alcaraz.

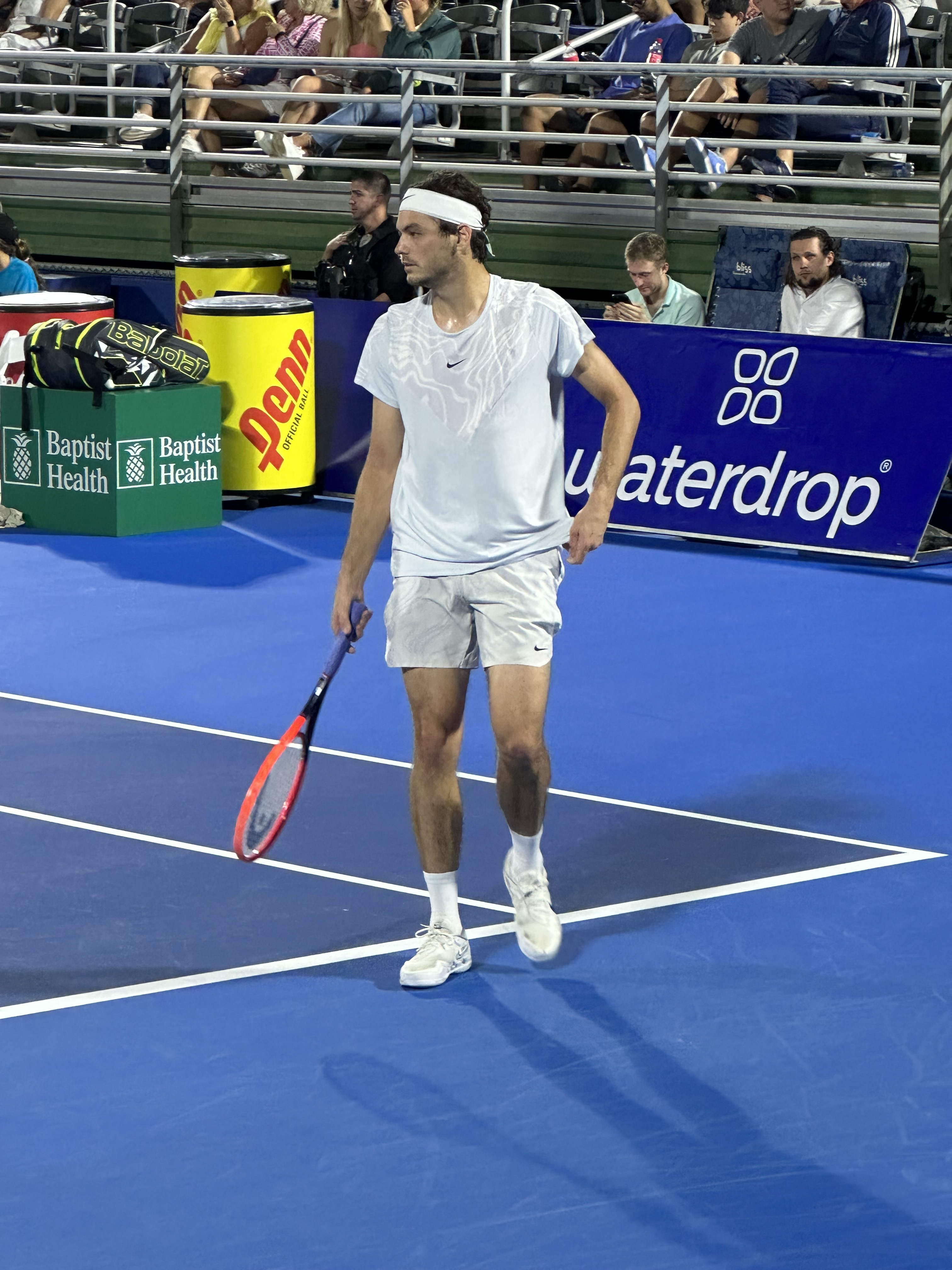
Taylor Fritz nel 2023

Per la prima volta in carriera raggiunge una semifinale in un Masters 1000 su terra battuta a Monte-Carlo con la netta vittoria sul campione uscente e nº 3 del mondo Stefanos Tsitsipas, e cede poi in tre set al vincitore del torneo Rublëv. Esce in semifinale anche a Monaco di Baviera, mentre al quarto turno del Masters di Madrid viene sconfitto dalla sorpresa del torneo Zhang Zhizhen. Battuto al turno di esordio degli Internazionali d'Italia, viene eliminato in semifinale al Geneva Open da Dimitrov e non supera il terzo turno al Roland Garros. Delude nei tornei sull'erba, in particolare a Wimbledon, dove viene eliminato al secondo turno da Mikael Ymer. Torna al successo conquistando l'ATP 250 di Atlanta. Dopo la semifinale persa al Washington Open, subisce due dure sconfitte ai quarti di finale a Cincinnati e agli US Open da Novak Đoković, che si aggiudica entrambi i tornei. Chiude la stagione con un bilancio di 4 incontri vinti e 4 persi negli ultimi tornei, vedendo sfumare la possibilità di accedere alle ATP Finals. Termina al 10º posto mondiale una stagione in cui non è mai uscito dalla top 10.

### 2024: bronzo olimpico in doppio, due titoli ATP e finale all'US Open e alle ATP Finals, 4º nel ranking
All'esordio stagionale viene eliminato nel round-robin con la squadra statunitense alla United Cup. Accede per la prima volta ai quarti di finale agli Australian Open grazie al successo sul top 10 Tsitsipas, ma viene eliminato da Djokovic. Si conferma campione a Delray Beach, arrivando in finale senza perdere alcun set e conquistando il titolo con la vittoria suTommy Paul. Dopo la sconfitta al turno d'esordio ad Acapulco, viene eliminato al quarto turno a Indian Wells e di nuovo all'esordio a Miami. 
Si riprende a Monaco di Baviera dove disputa la sua prima finale ATP su terra battuta persa contro Jan-Lennard Struff. Prosegue i suoi successi al Masters di Madrid dove arriva per la prima volta alla semifinale grazie anche alle vittorie su Báez e sul top 10 Hurkacz. Si distingue anche agli Internazionali d'Italia eliminando il top 10 Dimitrov prima di essere battuto nei quarti da Zverev, che si aggiudicherà il titolo. Prima volta anche per il suo quarto turno al Roland Garros in cui viene eliminato da Casper Ruud. Sconfitto nei quarti al Queen's Club, perde di nuovo la finale di doppio, questa volta in coppia con Karen Chačanov. Si aggiudica il successivo ATP 250 di Eastbourne, terzo sigillo britannico. Raggiunge i quarti anche a Wimbledon sconfiggendo in rimonta Zverev e cedendo poi al quinto set a Musetti. Al suo esordio olimpico assoluto ai Giochi di Parigi viene nuovamente eliminato dall'italiano, al terzo turno. Si aggiudica tuttavia la medaglia di bronzo nel doppio, in coppia con Tommy Paul, sconfiggendo Macháč / Pavlásek dopo aver perso la semifinale contro le future medaglie d'oro Ebden / Peers.
Viene sconfitto nelle fasi iniziali ai Masters 1000 di Montréal e Cincinnati. Agli US Open raggiunge la sua prima finale Slam grazie ai successi sui top 10 Ruud e Zverev e in semifinale su Frances Tiafoe, prima di cedere a Jannik Sinner con il punteggio di 3–6, 4–6, 5–7. Raggiunge la semifinale allo Shanghai Masters senza perdere alcun set, eliminando tra gli altri Holger Rune, prima di cedere in due set a Djokovic. Disputa per la seconda volta in carriera le ATP Finals, si qualifica per la fase finale con le vittorie su Medvedev e de Minaur. Accede alla finale superando nel tie-break decisivo Zverev, ma nell'incontro per il titolo viene nuovamente sconfitto da Sinner. A fine torneo porta il suo miglior ranking al 4º posto mondiale. Alle Finali di Coppa Davis batte di nuovo de Minaur nei quarti di finale persi contro l'Australia.

### 2025: trionfo in United Cup, semifinale a Wimbledon e due titoli ATP
Apre il 2025 guidando gli Stati Uniti al trionfo nella United Cup, vincendo entrambi i match in doppio misto e quattro dei cinque singolari disputati. Delude agli Australian Open e nei tornei successivi. Torna a mettersi in luce raggiungendo la semifinale al Miami Open, sconfitto dalla rivelazione e vincitore del torneo, Jakub Mensik. Dopo i risultati negativi nei tornei europei su terra battuta, si riscatta vincendo l'ATP 250 sull'erba dello Stuttgart Open superando in finale l'idolo di casa Zverev. Bissa le sue vittorie stagionali su erba con un altro titolo ad Eastbourne, dove allunga il suo record personale a 4 trofei. A Wimbledon giunge per la prima volta alle semifinali con il successo su Karen Khachanov e cede in quattro set contro Carlos Alcaraz.
Sconfitto nei quarti al Washington Open, al Canadian Open elimina Andrej Rublëv e in semifinale perde per la prima volta in carriera contro Ben Shelton, che aveva battuto nell'unico precedente.

## Vita privata
Nel 2016, non ancora diciannovenne, si è sposato con la tennista Raquel Pedraza (testimone di nozze il collega connazionale Reilly Opelka, che è anche il suo migliore amico), con la quale ha avuto l'anno dopo il figlio Jordan. Ha poi divorziato e nel 2020 si è legato sentimentalmente all'influencer Morgan Riddle.

## Sponsor ed equipaggiamento
Fritz è rappresentato dall'agenzia Creative Artists Agency dal 2015.

## Statistiche

### Singolare

#### Vittorie (10)
| Legenda              |
| Grande Slam (0)      |
| ATP Finals (0)       |
| ATP Masters 1000 (1) |
| ATP Tour 500 (1)     |
| ATP Tour 250 (8)     |

| N.  | Data             | Torneo                                   | Superficie | Avversari in finale | Punteggio           |
| 1.  | 29 giugno 2019   | Eastbourne International, Eastbourne     | Erba       | Sam Querrey         | 6–4, 6–3            |
| 2.  | 21 marzo 2022    | Indian Wells Masters, Indian Wells       | Cemento    | Rafael Nadal        | 6–3, 7–6(5)         |
| 3.  | 25 giugno 2022   | Eastbourne International, Eastbourne (2) | Erba       | Maxime Cressy       | 6–2, 6(4)–7, 7–6(4) |
| 4.  | 9 ottobre 2022   | Japan Open Tennis Championships, Tokyo   | Cemento    | Frances Tiafoe      | 7–6(3), 7–6(2)      |
| 5.  | 19 febbraio 2023 | Delray Beach Open, Delray Beach          | Cemento    | Miomir Kecmanović   | 6–0, 5–7, 6–2       |
| 6.  | 30 luglio 2023   | Atlanta Open, Atlanta                    | Cemento    | Aleksandar Vukic    | 7–5, 6(5)–7, 6–4    |
| 7.  | 19 febbraio 2024 | Delray Beach Open, Delray Beach (2)      | Cemento    | Tommy Paul          | 6–2, 6–3            |
| 8.  | 29 giugno 2024   | Eastbourne International, Eastbourne (3) | Erba       | Max Purcell         | 6–4, 6–3            |
| 9.  | 15 giugno 2025   | Stuttgart Open, Stoccarda                | Erba       | Alexander Zverev    | 6–3, 7–6(0)         |
| 10. | 28 giugno 2025   | Eastbourne International, Eastbourne (4) | Erba       | Jenson Brooksby     | 7–5, 6–1            |

#### Finali perse (8)
| Legenda              |
| Grande Slam (1)      |
| ATP Finals (1)       |
| ATP Masters 1000 (0) |
| ATP Tour 500 (1)     |
| ATP Tour 250 (5)     |

| N. | Data             | Torneo                                                 | Superficie  | Avversari in finale | Punteggio        |
| 1. | 14 febbraio 2016 | U.S. National Indoor Tennis Championships, Memphis     | Cemento (i) | Kei Nishikori       | 4–6, 4–6         |
| 2. | 28 luglio 2019   | Atlanta Open, Atlanta                                  | Cemento     | Alex de Minaur      | 3–6, 6(2)–7      |
| 3. | 3 agosto 2019    | Los Cabos Open, Los Cabos                              | Cemento     | Diego Schwartzman   | 6(6)–7, 2–6      |
| 4. | 29 febbraio 2020 | Open del Messico, Acapulco                             | Cemento     | Rafael Nadal        | 3–6, 2–6         |
| 5. | 31 ottobre 2021  | St. Petersburg Open, San Pietroburgo                   | Cemento (i) | Marin Čilić         | 6(3)–7, 6–4, 4–6 |
| 6. | 21 aprile 2024   | Internazionali di Tennis di Baviera, Monaco di Baviera | Terra rossa | Jan-Lennard Struff  | 5–7, 3–6         |
| 7. | 8 settembre 2024 | US Open, New York                                      | Cemento     | Jannik Sinner       | 3–6, 4–6, 5–7    |
| 8. | 17 novembre 2024 | ATP Finals, Torino                                     | Cemento (i) | Jannik Sinner       | 4–6, 4–6         |

### Doppio

#### Finali perse (4)
| Legenda              |
| Grande Slam (0)      |
| ATP Finals (0)       |
| ATP Masters 1000 (0) |
| ATP Tour 500 (3)     |
| ATP Tour 250 (1)     |

| N. | Data            | Torneo                                 | Superficie  | Compagno           | Avversari in finale                       | Punteggio           |
| 1. | 4 agosto 2018   | Los Cabos Open, Cabo San Lucas         | Cemento     | Thanasi Kokkinakis | Marcelo Arévalo Miguel Ángel Reyes Varela | 4–6, 4–6            |
| 2. | 27 ottobre 2019 | Swiss Indoors, Basilea                 | Cemento (i) | Reilly Opelka      | Jean-Julien Rojer Horia Tecău             | 5–7, 3–6            |
| 3. | 24 giugno 2023  | Queen's Club Championships, Londra     | Erba        | Jiří Lehečka       | Ivan Dodig Austin Krajicek                | 4–6, 7–6(5), [3–10] |
| 4. | 23 giugno 2024  | Queen's Club Championships, Londra (2) | Erba        | Karen Chačanov     | Neal Skupski Michael Venus                | 6–4, 6(5)–7, [8–10] |

### Tornei minori

#### Singolare

##### Vittorie (5)
| Legenda        |
| Challenger (5) |
| Futures (0)    |

| N. | Data             | Torneo                                                   | Superficie | Avversari in finale | Punteggio     |
| 1. | 11 ottobre, 2015 | Natomas Men's Professional Tennis Tournament, Sacramento | Cemento    | Jared Donaldson     | 6–4, 3–6, 6–4 |
| 2. | 18 ottobre, 2015 | Fairfield Challenger, Fairfield                          | Cemento    | Dustin Brown        | 6–3, 6–4      |
| 3. | 10 gennaio 2016  | Onkaparinga Challenger, Happy Valley                     | Cemento    | Dudi Sela           | 7–6(7), 6–2   |
| 4. | 31 gennaio 2018  | Challenger Series, Newport Beach                         | Cemento    | Bradley Klahn       | 3–6, 7–5, 6–0 |
| 5. | 27 gennaio 2019  | Challenger Series, Newport Beach (2)                     | Cemento    | Brayden Schnur      | 7–6(7), 6–4   |

##### Finali perse (3)
| Legenda        |
| Challenger (3) |
| Futures (0)    |

| N. | Data             | Torneo                                       | Superficie  | Avversari in finale | Punteggio     |
| 1. | 21 novembre 2015 | Champaign-Urbana Challenger, Champaign       | Cemento (i) | Henri Laaksonen     | 6–4, 2–6, 2–6 |
| 2. | 4 febbraio 2017  | Challenger of Dallas, Dallas                 | Cemento (i) | Ryan Harrison       | 3–6, 3–6      |
| 3. | 6 gennaio 2018   | Internationaux de Nouvelle-Calédonie, Nouméa | Cemento     | Noah Rubin          | 5–7, 4–6      |

#### Doppio

##### Finali perse (1)
| Legenda        |
| Challenger (0) |
| Futures (1)    |

| N. | Data            | Torneo             | Superficie  | Compagno        | Avversari in finale           | Punteggio |
| 1. | 2 febbraio 2014 | USA F4, Palm Coast | Terra rossa | Martin Redlicki | Markus Eriksson Milos Sekulic | 1–6, 1–6  |

## Risultati in progressione
| Sigla | Risultato               |
| ----- | ----------------------- |
| V     | Vincitore               |
| F     | Finalista               |
| SF    | Semifinalista           |
| O     | Oro olimpico            |
| A     | Argento olimpico        |
| SF    | Bronzo olimpico         |
| QF    | Quarti di Finale        |
| 4T    | Quarto turno            |
| 3T    | Terzo turno             |
| 2T    | Secondo turno           |
| 1T    | Primo turno             |
| RR    | Round Robin             |
| LQ    | Turno di qualificazione |
| A     | Assente                 |
| ND    | Non disputato           |

| Legenda superfici    |
| -------------------- |
| Cemento              |
| Terra battuta        |
| Erba                 |
| Superficie variabile |

### Singolare
| Torneo               | 2014          | 2015          | 2016          | 2017          | 2018          | 2019          | 2020          | 2021  | 2022          | 2023          | 2024  | 2025  | V–S         | V%          |
| -------------------- | ------------- | ------------- | ------------- | ------------- | ------------- | ------------- | ------------- | ----- | ------------- | ------------- | ----- | ----- | ----------- | ----------- |
| Tornei Grande Slam   |               |               |               |               |               |               |               |       |               |               |       |       |             |             |
| Australian Open      | A             | A             | 1T            | 1T            | Q2            | 3T            | 3T            | 3T    | 4T            | 2T            | QF    | 3T    | 15–9        | 63%         |
| Roland Garros        | A             | A             | 1T            | A             | 1T            | 2T            | 3T            | 2T    | 2T            | 3T            | 4T    | 1T    | 10–9        | 53%         |
| Wimbledon            | A             | A             | 1T            | 1T            | 2T            | 2T            | ND            | 3T    | QF            | 2T            | QF    | SF    | 18–9        | 67%         |
| US Open              | Q1            | Q1            | 1T            | 2T            | 3T            | 1T            | 3T            | 2T    | 1T            | QF            | F     |       | 16–9        | 64%         |
| Vittorie-Sconfitte   | 0–0           | 0–0           | 0–4           | 1–3           | 3–3           | 4–4           | 6–3           | 6–4   | 8–4           | 8–4           | 17–4  | 7–3   | 60–36       | 63%         |
| Nazionale            |               |               |               |               |               |               |               |       |               |               |       |       |             |             |
| Giochi Olimpici      | Non disputati | Non disputati | A             | Non disputati | Non disputati | Non disputati | Non disputati | A     | Non disputati | Non disputati | 3T    | ND    | 2–1         | 67%         |
| Coppa Davis          | A             | A             | A             | A             | A             | RR            | RR            | RR    | QF            | A             | QF    |       | 5–3         | 67%         |
| ATP Cup/United Cup   | Non disputata | Non disputata | Non disputata | Non disputata | Non disputata | A             | RR            | A     | RR            | V             | RR    | V     | 14–6        | 70%         |
| Vittorie-Sconfitte   | 0–0           | 0–0           | 0–0           | 0–0           | 0–0           | 1–1           | 2–2           | 0–0   | 5–3           | 4–1           | 3–2   | 6–1   | 21–10       | 68%         |
| Statistiche carriera |               |               |               |               |               |               |               |       |               |               |       |       |             |             |
| Finali               | 0             | 0             | 1             | 0             | 0             | 3             | 1             | 1     | 3             | 2             | 5     | 1     | 17          | 17          |
| Titoli               | 0             | 0             | 0             | 0             | 0             | 1             | 0             | 0     | 3             | 2             | 2     | 1     | 8           | 8           |
| Vittorie-Sconfitte   | 0–0           | 1–1           | 15–22         | 13–13         | 23–20         | 31–30         | 14–15         | 34–22 | 46–21         | 54–23         | 52–23 | 21–10 | 305–200     | 305–200     |
| Vittorie (%)         |               | 50%           | 40%           | 50%           | 53%           | 51%           | 48%           | 61%   | 69%           | 70%           | 69%   | 68%   | 60.4%       | 60.4%       |
| Ranking di fine anno | 1149          | 174           | 76            | 104           | 50            | 32            | 29            | 23    | 9             | 10            | 4     |       | $24.420.386 | $24.420.386 |

### Doppio
Aggiornato a luglio 2024.
| Tornei Grande Slam |               |               |     |               |               |               |               |     |               |               |     |     |
| Australian Open    | A             | A             | A   | A             | A             | 2T            | 1T            | A   | A             | A             | A   | 1–2 |
| Roland Garros      | A             | A             | A   | A             | 1T            | A             | A             | 1T  | A             | A             | A   | 0–2 |
| Wimbledon          | A             | A             | A   | A             | 2T            | A             | ND            | A   | A             | A             | A   | 1–1 |
| US Open            | A             | 1T            | 2T  | 2T            | A             | A             | A             | A   | A             | A             | A   | 2–3 |
| Vittorie-Sconfitte | 0–0           | 0–1           | 1–1 | 1–1           | 1–2           | 1–1           | 0–1           | 0–1 | 0–0           | 0–0           | 0–0 | 4–8 |
| Giochi Olimpici    |               |               |     |               |               |               |               |     |               |               |     |     |
| Giochi Olimpici    | Non disputati | Non disputati | A   | Non disputati | Non disputati | Non disputati | Non disputati | A   | Non disputati | Non disputati | SF  | 4–1 |
| Vittorie–Sconfitte | Non disputati | Non disputati | 0–0 | Non disputati | Non disputati | Non disputati | Non disputati | 0–0 | Non disputati | Non disputati | 4–1 | 4–1 |

## Vittorie contro giocatori Top 10
| Stagione | 2017 | 2018 | 2019 | 2020 | 2021 | 2022 | 2023 | 2024 | 2025 | Totale |
| Vittorie | 1    | 0    | 5    | 0    | 3    | 6    | 4    | 11   | 1    | 31     |

| #    | Giocatore              | Rank | Evento                           | Superficie  | Turno | Punteggio                     |
| ---- | ---------------------- | ---- | -------------------------------- | ----------- | ----- | ----------------------------- |
| 2017 |                        |      |                                  |             |       |                               |
| 1.   | Marin Čilić            | 5    | Indian Wells Open, Indian Wells  | Cemento     | 2T    | 4–6, 7–5, 6–4                 |
| 2019 |                        |      |                                  |             |       |                               |
| 2.   | John Isner             | 10   | Auckland Open, Auckland          | Cemento     | 2T    | 7–6(3), 7–6(5)                |
| 3.   | Fabio Fognini          | 9    | Los Cabos Open, Los Cabos        | Cemento     | QF    | 6–1, 7–6(1)                   |
| 4.   | Dominic Thiem          | 5    | Laver Cup, Ginevra               | Cemento (i) | RR    | 7–5, 6(3)–7, [10–5]           |
| 5.   | Alexander Zverev       | 6    | Swiss Indoors, Basilea           | Cemento (i) | 1T    | 7–6(7), 6–4                   |
| 6.   | Matteo Berrettini      | 8    | Coppa Davis, Madrid              | Cemento (i) | RR    | 5–7, 7–6(5), 6–2              |
| 2021 |                        |      |                                  |             |       |                               |
| 7.   | Matteo Berrettini (2)  | 7    | Indian Wells Open, Indian Wells  | Cemento     | 3T    | 6–4, 6–3                      |
| 8.   | Alexander Zverev (2)   | 4    | Indian Wells Open, Indian Wells  | Cemento     | QF    | 4–6, 6–3, 7–6(3)              |
| 9.   | Andrej Rublëv          | 6    | Paris Masters, Parigi            | Cemento (i) | 2T    | 7–5, 7–6(2)                   |
| 2022 |                        |      |                                  |             |       |                               |
| 10.  | Andrej Rublëv (2)      | 7    | Indian Wells Open, Indian Wells  | Cemento     | SF    | 7–5, 6–4                      |
| 11.  | Rafael Nadal           | 4    | Indian Wells Open, Indian Wells  | Cemento     | F     | 6–3, 7–6(5)                   |
| 12.  | Andrej Rublëv (3)      | 8    | Cincinnati Open, Cincinnati      | Cemento     | 3T    | 6(4)–7, 6–2, 7–5              |
| 13.  | Cameron Norrie         | 8    | Laver Cup, Londra                | Cemento (i) | RR    | 6–1, 4–6, [10–8]              |
| 14.  | Rafael Nadal (2)       | 2    | ATP Finals, Torino               | Cemento (i) | RR    | 7–6(3), 6–1                   |
| 15.  | Félix Auger-Aliassime  | 6    | ATP Finals, Torino               | Cemento (i) | RR    | 7–6(4), 6(5)–7, 6–2           |
| 2023 |                        |      |                                  |             |       |                               |
| 16.  | Hubert Hurkacz         | 10   | United Cup, Sydney               | Cemento     | SF    | 7–6(5), 7–6(5)                |
| 17.  | Holger Rune            | 8    | Miami Open, Miami                | Cemento     | 4T    | 6–3, 6–4                      |
| 18.  | Stefanos Tsitsipas     | 3    | Monte Carlo Masters, Monte Carlo | Terra rossa | QF    | 6–2, 6–4                      |
| 19.  | Andrej Rublëv (4)      | 6    | Laver Cup, Vancouver             | Cemento (i) | RR    | 6–2, 7–6(3)                   |
| 2024 |                        |      |                                  |             |       |                               |
| 20.  | Stefanos Tsitsipas (2) | 7    | Australian Open, Melbourne       | Cemento (i) | 4T    | 7–6(3), 5–7, 6–3, 6–3         |
| 21.  | Hubert Hurkacz (2)     | 9    | Madrid Open, Madrid              | Terra Rossa | 4T    | 7–6(2), 6–4                   |
| 22.  | Grigor Dimitrov        | 10   | Internazionali d’Italia, Roma    | Terra Rossa | 4T    | 6–2, 6(11)–7, 6–1             |
| 23.  | Alexander Zverev (3)   | 4    | Torneo di Wimbledon, Londra      | Erba        | 4T    | 4–6, 6(4)–7, 6–4, 7–6(3), 6–3 |
| 24.  | Casper Ruud            | 8    | US Open, New York                | Cemento     | 4T    | 3–6, 6–4, 6–3, 6–2            |
| 25.  | Alexander Zverev (4)   | 4    | US Open, New York                | Cemento     | QF    | 7–6(2), 3–6, 6–4, 7–6(3)      |
| 26.  | Alexander Zverev (5)   | 2    | Laver Cup, Berlino               | Cemento (i) | RR    | 6–4, 7–5                      |
| 27.  | Daniil Medvedev        | 4    | ATP Finals, Torino               | Cemento (i) | RR    | 6–4, 6–3                      |
| 28.  | Alex de Minaur         | 9    | ATP Finals, Torino               | Cemento (i) | RR    | 5–7, 6–4, 6–3                 |
| 29.  | Alexander Zverev (6)   | 2    | ATP Finals, Torino               | Cemento (i) | SF    | 6–3, 3–6, 7–6(3)              |
| 30.  | Alex de Minaur (2)     | 9    | Coppa Davis, Malaga              | Cemento (i) | QF    | 6–3, 6–4                      |
| 2025 |                        |      |                                  |             |       |                               |
| 31.  | Alexander Zverev (7)   | 3    | Stuttgart Open, Stoccarda        | Erba        | F     | 6–3, 7–6(0)                   |